# Leptogaster panda
Leptogaster panda är en tvåvingeart som beskrevs av Martin 1957. Leptogaster panda ingår i släktet Leptogaster och familjen rovflugor.
Artens utbredningsområde är Kansas. Inga underarter finns listade i Catalogue of Life.